# Tuvinci
Tuvinci, zastarale Sojoti či Urjanchajci (vlastním jménem Тывалар) jsou turkický národ, žijící na Sibiři a v Mongolsku. Jejich počet se odhaduje na přibližně 270 tisíc osob.

## Rozšíření, způsob života a vyznání

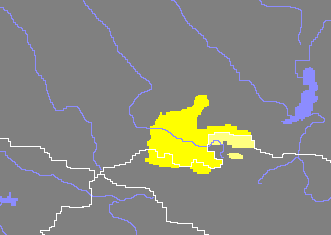
Oblasti osídlené Tuvinci v Ruské federaci a ve státě Mongolsko

Tuvinci žijí převážně v Ruské federaci, a to zejména v Republice Tuva, kde tvoří přibližně 77 % obyvatelstva. Žijí též ve státě Mongolsko, kde jsou též nazýváni Cátani („sobí lidé“, podle pasteveckého chovu sobů).
Tradičním způsobem obživy Тuvinců bylo a zčásti zůstává kočovné pastevectví.
Většina Tuvinců vyznává tibetský buddhismus nebo tradiční šamanismus.

## Etnogeneze
Tuvinská národnost se zformovala na počátku 20. století sjednocením místních kmenů. Na etnogenezi se podílely zejména staroturecké a další turkické kmeny a Mongolové.

## Významné osobnosti
- Sergej Šojgu, ministr obrany Ruska, armádní generál a Hrdina Ruské federace, člen strany Jednotné Rusko.